# Мандзій Любомира Степанівна

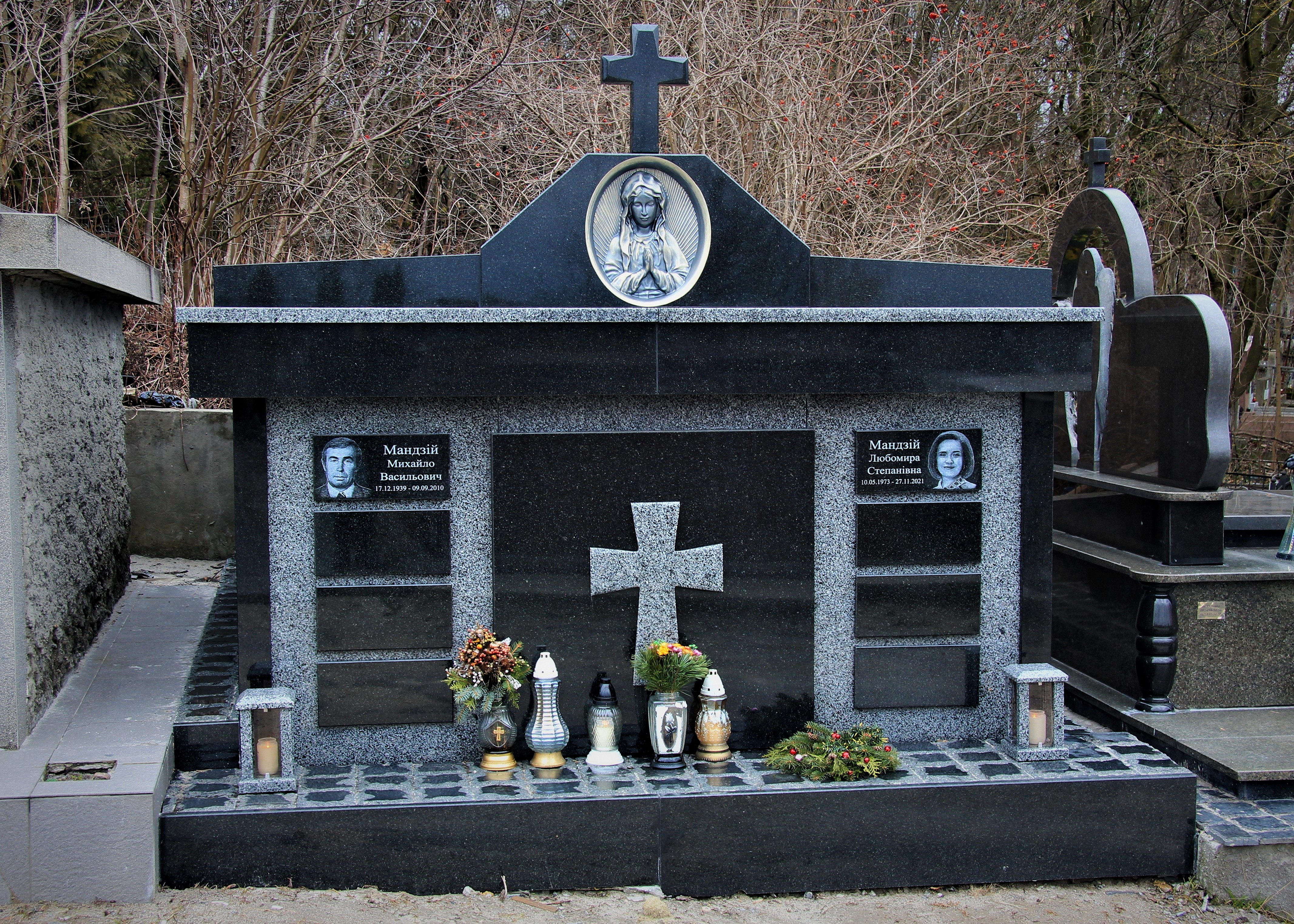
Гробівець родини Мандзіїв на 71 полі Янівського цвинтаря

Любомира Степанівна Мандзій (10 травня 1973, село Опака, Дрогобицький район, Львівська область, УРСР, СРСР — 27 листопада 2021) — українська викладачка, державна службовиця, тимчасова виконувачка обов'язків міністра освіти і науки України з 25 березня до 25 червня 2020 року, кандидат політичних наук (2003).

## Життєпис
Любомира Мандзій народилася 10 травня 1973 року в селі Опака Дрогобицького району Львівської області.
У 1979—1990 роках навчалася в Жовківській ЗОШ № 1 І-ІІІ ст.
1990 року вступила на географічний факультет Львівського державного університету імені Івана Франка, який закінчила 1995 року, здобувши фах географині.
У 1998—2001 роках навчалася в аспірантурі Львівського національного університету імені Івана Франка.
2001 року стала асистенткою кафедри політології філософського факультету Львівського національного університету імені Івана Франка. З 2007 року до серпня 2016 року працювала доценткою цієї ж кафедри.
10 жовтня 2003 року захистила у Львівському національному університеті імені Івана Франка дисертацію на здобуття наукового ступеня кандидата політичних наук на тему «Правляча політична еліта України: суть та етапи становлення» (спеціальність 23.00.02 — політичні інститути і процеси).
2008 року їй було присуджено вчене звання доцента.
У липні 2016 року перемогла у конкурсі на посаду директора Департаменту освіти і науки Львівської обласної державної адміністрації. Обійняла цю посаду в серпні 2016 року та перебувала на ній до вересня 2019 року.
У липні 2019 року стала переможницею у конкурсі на посаду начальника Управління Державної служби якості освіти у Львівській області, але пропрацювала на цій посаді лише 2 дні (з 9 до 10 вересня 2019 року).
11 вересня 2019 року була призначена заступником міністра освіти і науки.
З 25 березня до 25 червня 2020 року тимчасово виконувала обов'язки міністра освіти і науки України.
Володіла польською та мала достатній рівень англійської мови.
Померла 27 листопада 2021 року у віці 48 років у Львові після тяжкої тривалої хвороби. Була похована 29 листопада в родинному гробівці на 71 полі Янівського цвинтаря.

## Основні наукові праці
1. Мандзій Л. С., Дащаківська О. Ю. Політична еліта: історія та теорія: навч. посіб. Львів: Вид. центр ЛНУ ім. І. Франка, 2009. 364 c.
2. Мандзій Л. Особливості формування політичної еліти в Україні. Вісник Львівського університету. Серія філософські науки. Львів, 2000. Вип. 2. С. 189-194.
3. Мандзій Л. Особливості формування політичної еліти в Республіці Польща і Україні в постсоціалістичний період. Вісник Львівського університету.Серія міжнародні відносини. Львів, 2001. Вип. 6. С. 23-28.
4. Мандзій Л. Політичні еліти постсоціалістичних країн: проблеми методології дослідження. Вісник Львівського університету. Серія філософські науки. Львів, 2002. Вип. 4. С. 171-176.
5. Мандзій Л. Методологія дослідження політичної еліти. Вісник Львівського університету. Серія філософсько-політологічні студії. 2012. Вип. 2. С. 115-121.
6. Мандзій Л. Консенсус еліт як умова конституцієтворення в Україні. Humanitarian vision. 2015. Vol. 1, Num. 1. С. 21-26.

## Нагороди
- Орден княгині Ольги III ступеня (21 серпня 2020) — за значний особистий внесок у державне будівництво, соціально-економічний, науково-технічний, культурно-освітній розвиток України, вагомі трудові здобутки та високий професіоналізм[13].